# Щорський район (Дніпропетровська область)
Щорський райо́н (Адамівський, Божедарівський) — колишній район Криворізької округи Катеринославської губернії, Дніпропетровської області.

## Історія
Утворений 7 березня 1923 року як Адамівський район з центром в Адамівці як складова частина Криворізької округи з Алферівської, Адамівської, Олександрівської і Гуляй-Пільської волостей.
10 грудня 1924 центр Адамівського району перенесений з с. Адамівки в с. Божедарівку, Адамівський район перейменований у Божедарівський.
29 вересня 1926 Дружно-Надіїнська сільрада перейшла до складу Саксаганського району, Любимівська сільрада перейшла до складу Софіївського району.
15 вересня 1930 округи ліквідовані, райони передані в пряме підпорядкування УСРР. До складу району приєднані Теплівська і Мало-Олександрівська сільради Кам'янського району Дніпропетровської округи.
З утворенням Дніпропетровської області 27 лютого 1932 район став її частиною.
1933 року розформований.[джерело?]
17 лютого 1935 утворений знову в складі 17 сільрад: Андріївська ІІ, Бовтинська, Гуляйпольська, Лозоватська, Мар'ївська, Милорадівська, Мало-Софіївська, Олександрівська, Потоцька, Покровська та Смоленська сільські ради Софійського району і Биківська, Адамівська, Божедарівська, Водянська, Катеринопольська та Теплівська сільські ради приміської смуги Кам'янської міськради.
30 грудня 1939 Божедарівка перейменована на Щорськ, район перейменований на Щорський район.
Ліквідований 30 грудня 1962 з віднесенням території до складу Криничанського району.